# Joseph Albert
Joseph Albert (conhecido como Albert Libertad ou Libertad )   (24 de novembro de 1875 - 12 de Novembro de 1908) foi um anarquista individualista militante e escritor da França que editou a influente publicação anarquista "L'Anarchie".

## Vida
Ele nasceu em Bordeaux, e morreu em Paris. Abandonado por seus pais quando bebê, Libertad era um filho da Assistência Pública, em Bordeaux. Como resultado de uma doença da infância, ele perdeu o uso das pernas, mas ele colocou o seu handicap para uma boa utilização: ele usou muletas como armas contra a polícia. 
Ele mudou-se para Paris aos 21 anos, onde imediatamente foi ativo em círculos anarquistas, indo tão longe a ponto de viver nos escritórios da revista "Le Libertaire." Membro de vários grupos anarquistas, e um defensor da "propaganda pelo ato", ele foi, no entanto, um candidato abstencionista no 11 º arrondissement de Paris, em 1902 e 1904, vendo a sua candidatura como um meio de difusão das idéias anarquistas. Durante o caso Dreyfus, fundou a Liga Anti-militarista (1902) e, juntamente com Paraf-Javal, fundou o "Causeries populaires", locais de discussões públicas que provocaram grande interesse em todo o país, contribuindo para a abertura de uma livraria e vários clubes em diferentes bairros de Paris.
Em 1905, Liberdad fundou o que foi provavelmente o mais importante jornal anarquista individualista, "L'Anarchie", que incluiu entre seus colaboradores André Lorulot, Emile Armand, Victor Serge e seu companheiro Rirette Maitrejean. 
O teórico francês Raoul Vaneigem relatou que Libertad ganhou notoriedade por uma chamada à ação, em que ele "convidou os cidadãos a queimar os seus documentos de identificação e tornar-se humanos novamente, recusando-se a deixar-se reduzir a um número, devidamente registrados nos inventários de estatística do Estado".  Ele trabalhou como revisor com Aristide Briand, editando a revisão do "La Lanterne", e depois com Sébastien Faure. Um ativista do amor livre, Libertad também escreveu no "EnDehors", um  jornal fundado por Zo d'Axa.

### Anarquismo
Por ocasião do aniversário de 14 de julho, "L'Anarchie "imprimiu e distribuiu o manifesto "A Bastilha das Autoridade" em cem mil exemplares. Junto com a febril atividade contra a ordem social, Libertad também organizava festas, bailes e excursões pelo país, em conseqüência de sua visão do anarquismo como a "alegria de viver " e não como sacrifício militante e instinto de morte, procurando conciliar as necessidades do indivíduo (em sua necessidade de autonomia) com a necessidade de destruir a sociedade autoritária. Na verdade, Libertad venceu a falsa dicotomia entre revolta individual e da revolução social, salientando que a primeira é simplesmente um momento do segunda, e certamente não a sua negação. A revolta só pode nascer da tensão específica do indivíduo, o que, em se expandindo, só pode levar a um projeto de libertação social. Para Libertad, o anarquismo não consiste em viver separado de qualquer contexto social, em alguma torre de marfim ou em alguma ilha comunitária feliz, nem em viver em submissão a papéis sociais, mas viver como anarquistas, aqui e agora, sem concessões, da única maneira possível:., rebelando-se. E é por isso que, nesta perspectiva, a revolta individual e a revolução social já não se excluem, mas se complementam."

## Obra
- Le Culte de la charogne. Anarchisme, un état de révolution permanente (1897-1908), Éditions Agone, 2006. ISBN 2-7489-0022-7